# Dohrniphora lugens
Dohrniphora lugens är en tvåvingeart som beskrevs av Borgmeier 1960. Dohrniphora lugens ingår i släktet Dohrniphora och familjen puckelflugor. Inga underarter finns listade i Catalogue of Life.